# Ophioplinthaca incisa
Ophioplinthaca incisa är en ormstjärneart som först beskrevs av George Richard Lyman 1883.  Ophioplinthaca incisa ingår i släktet Ophioplinthaca och familjen knotterormstjärnor. Inga underarter finns listade i Catalogue of Life.